# Eureka (waterschap)
Eureka is een voormalig waterschap in de Nederlandse provincie Groningen.
Het schap was het gevolg van een fusie in 1916 van de schappen de Zuiderpolder, de Polder ten noorden van het Koediep, de Noorderbuitenpolder, de Nanningapolder en de Burema's polder. In 1918 sloten ook de Oostersche Molenpolder en het Poldertje R. Renken zich aan. De polder lag ten westen van Midwolda. 
Waterstaatkundig gezien ligt het gebied sinds 2000 binnen dat van het waterschap Hunze en Aa's.